# Choeradoplana gladismariae
Choeradoplana gladismariae ist eine Art der zu den Landplanarien zählenden Gattung Choeradoplana. Sie kommt in Brasilien vor.

## Merkmale
Choeradoplana gladismariae hat eine im Vergleich zu anderen Arten der Gattung breiten Körper, der lebend eine Länge von bis zu 32 Millimetern und Breite von ca. 2 Millimetern aufweist. Der Rücken ist konvex und der Bauch leicht konvex geformt, die Seiten sind abgerundet. Das Vorderende ist bei lebendigen Individuen aufgrund eines Retraktormuskels nach hinten gebogen, so dass auf der Bauchseite wegen eines Muskeldrüsenorgans zwei kissenartige Strukturen im Kopfbereich erkennbar sind. Der Rücken hat eine gelbliche Grundfärbung mit einem dünnen dunkelbraunen Mittelstreifen. Daneben liegen Streifen der Grundfärbung, woran zwei breite Banden, die jeweils ein Viertel der Körperbreite ausmachen. Diese Banden bilden sich aus braunen Flecken, woraus sich in diesem Bereich ein marmoriertes Erscheinungsbild ergibt. An den äußeren Rändern ist die Färbung wieder einfarbig gelblich. Die Bauchseite ist im nach hinten gebogenen Bereich gräulich gefärbt, ansonsten ist sie im mittleren Bereich weiß und zu den Rändern hin leicht gelb. Am Vorderende befinden sich keine Augen, dahinter verteilen sie sich entlang der Seitenränder in zwei bis drei Reihen bis zum Hinterende.

## Verbreitung
Die Art wurde in der Nähe der Gemeinde Ribeirão Grande im Bundesstaat São Paulo gefunden. Der Fundort ist mit Atlantischem Regenwald bedeckt.

## Etymologie
Das Artepitheton gladismariae ehrt die Ehefrau des Erstbeschreibers Fernando Carbayo, Gladis Maria Schmidt, welche Carbayos Forschungsgruppe bei der Sammlung verschiedener Landplanarien unterstützt hat.